# Adilson Diogo
Adilson Diogo est un joueur international angolais de rink hockey. 

## Palmarès
En 2019, il participe au championnat du monde de rink hockey en Espagne.